# Delpydora
Genre
Classification phylogénétique
Delpydora est un genre de plantes à fleurs de la famille des Sapotaceae. Ce sont des arbres originaires du Gabon.

## Liste d'espèces
Le genre Delpydora compte deux espèces :
- Delpydora gracilis
- Delpydora macrophylla

## Description
Ce sont des arbres.